# Estrecho Maclean
El estrecho de Maclean es una vía fluvial natural que atraviesa el archipiélago ártico canadiense en el territorio de Nunavut. Separa el Grupo Findlay (al suroeste) de la isla Ellef Ringnes y la isla King Christian (al noreste). Mide aproximadamente 20 millas (32,2 km).